# Bielawy (powiat wieruszowski)
Bielawy – wieś w Polsce położona w województwie łódzkim, w powiecie wieruszowskim, w gminie Lututów. Wieś wchodzi w skład sołectwa Swoboda.
W latach 1975–1998 miejscowość należała administracyjnie do województwa sieradzkiego.